# Mary Kingsley

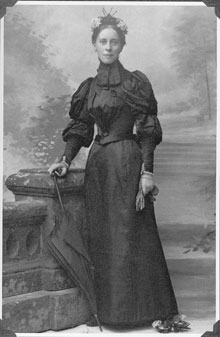
Mary Kingsley (1890/1900)

Mary Henrietta Kingsley (Islington, 13 oktober 1862 - Simonstad, 3 juni 1900) was een Britse etnograficus en ontdekkingsreizigster.

## Biografie
Kingsley wilde de West-Afrikaanse cultuur leren kennen en scheepte in 1893 in op het stoomschip Lagos. Haar doel was om stammen die nog geen contact gehad hadden met Christendom of de westerse beschaving te bestuderen. Gedurende haar reis voorzag ze in haar levensbehoeften door op kleine schaal handel te drijven in rubber en ivoor. Ze doorkruiste het gebied met handelaars. Op haar tochten ontdekte ze "nieuwe" soorten, waaronder een vis, een slang en een hagedis die ze schonk aan het British Museum.
Na haar tweede reis (december 1894 tot november 1895) schreef Kingsley twee boeken over haar tochten en ervaringen. Door Travels to West-Africa dat in 1897 verscheen verwierf ze aanzien als expert. Later schreef ze West African Studies dat in 1899 uitkwam. In dit boek nam ze ook de Britse koloniale politiek op de korrel. Hierdoor kwam ze in diskrediet. Bij het uitbreken van de Boerenoorlog verliet ze Engeland en ging aan de slag als verpleegster van krijgsgevangenen nabij Simonstad. Hier raakte ze besmet met tyfus en overleed aan de gevolgen van deze ziekte.

## Eerbetoon
- In 1994 werd een krater op Venus naar haar vernoemd.

## Afbeeldingen

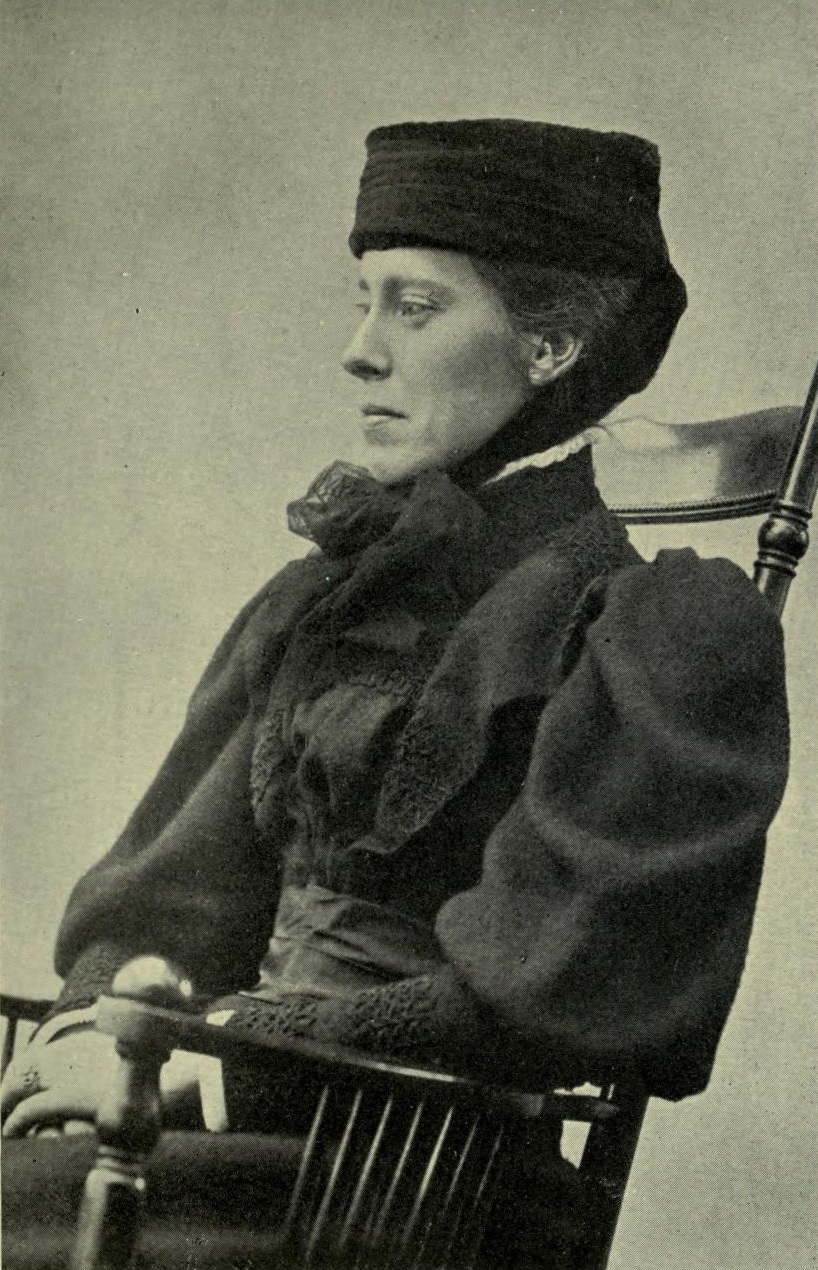
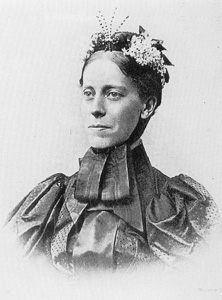
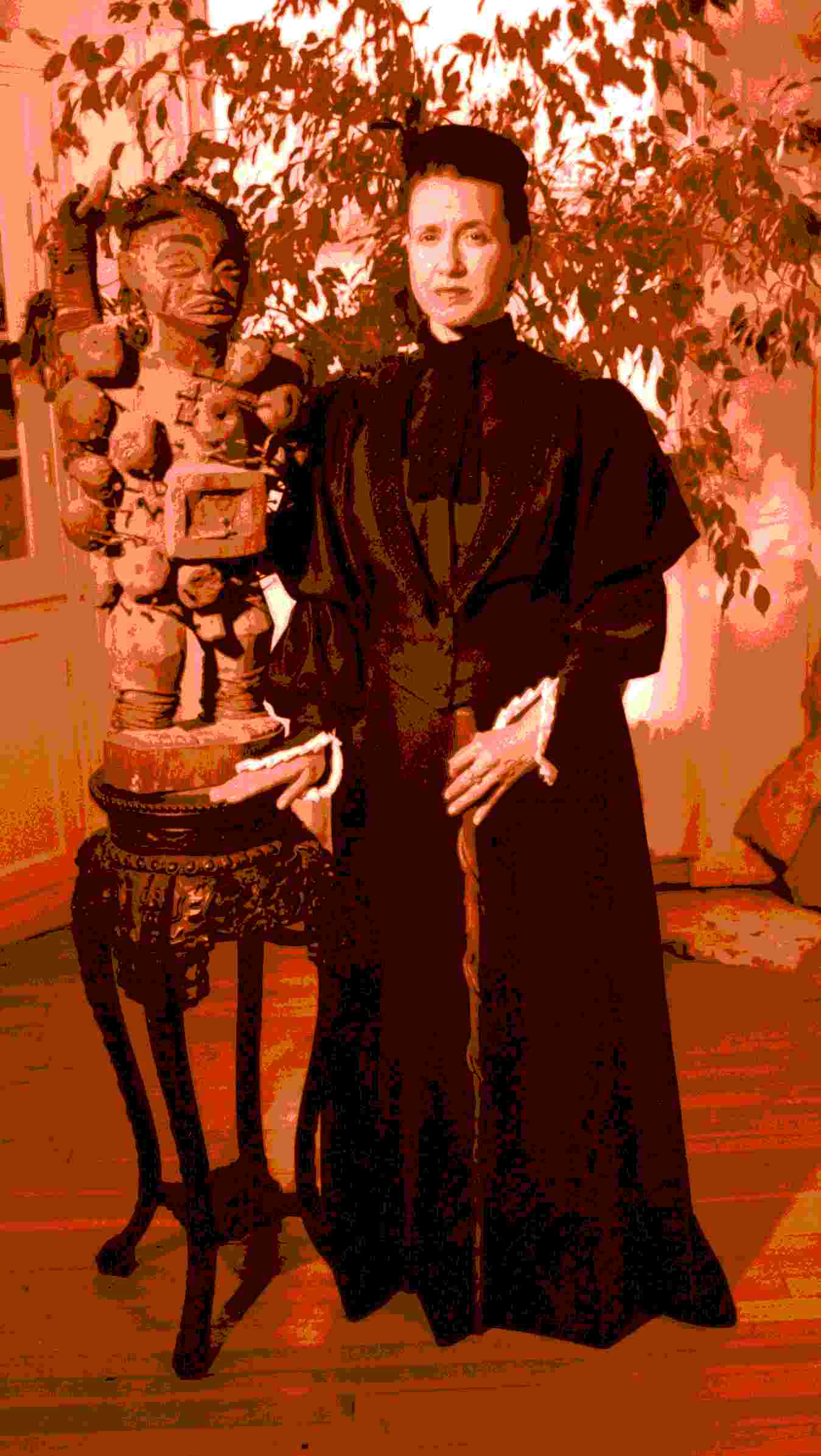